# Яблуко (партія)
Російська об'єднана демократична партія «Яблуко» (рос. Российская объединённая демократическая партия «Яблоко») — російська соціально-ліберальна політична партія. Партія була створена у 1993 році як передвиборчий блок, який очолив Григорій Явлінський.

## Історія
Попередник об'єднання (потім партії) «Яблуко» — виборчий блок «Явлінський — Болдирєв — Лукін (ЯБЛоко)» був створений у листопаді 1993 року трьома персональними засновниками (Григорій Явлінський, Юрій Болдирєв, Володимир Лукін) і трьома політичними партіями: Республіканська партія Російської Федерації, Соціал-демократична партія Російської Федерації і партія Російський Християнсько-демократичний союз — Нова демократія.
12 грудня 1993 Блок «Явлінський-Болдирєв-Лукін» отримав на виборах 4.233.219 голосів (7.86%) і 20 місць по загальнофедеральному округу. Ще 7 кандидатів блоку були обрані за мажоритарною системою в територіальних округах. До фракції «Яблуко» в Державній Думі першого скликання увійшло 29 депутатів.
Після парламентських виборів виборчий блок «Явлінський-Болдирєв-Лукін» був перетворений в Громадське об'єднання «Яблуко». Установчий з'їзд об'єднання «ЯБЛоко» пройшов 5-6 січня 1995.
На передвиборчому з'їзді об'єднання «Яблуко» 1-3 вересня 1995 були прийняті поправки до статуту і затверджені списки кандидатів від виборчого об'єднання «Яблуко» у депутати Державної Думи. Юрій Болдирєв вийшов з «Яблука» в результаті категоричної незгоди з Г. Явлінським. Загальфедеральний список «Яблука» на виборах до Державної Думи другого скликання очолили Г. Явлінський, В. Лукін і Тетяна Яригіна. У прохідну частину списку було включено бізнесмена Михайла Юр'єва, який фінансував виборчу кампанію «Яблука».
17 грудня 1995 «Яблуко» зібрало 4.767.384 (6,89%) голосів виборців, посівши 4-е місце і отримавши в новому складі Державної Думи 31 мандат за пропорційною системою плюс 14 мандатів у мажоритарних округах. Цього ж року створюється Удмуртське регіональне відділення на чолі з Г.А.Медведєвим.
У першому турі президентських виборів 16 червня 1996 року Явлінський отримав 5550752 голосів або 7,34% (четверте місце після Бориса Єльцина, Геннадія Зюганова і Олександра Лебедя). Між першим і другим турами президентських виборів наприкінці червня 1996 пройшов IV з'їзд «Яблука». Як голосувати («проти всіх» або за Єльцина) було запропоновано вирішувати регіональним організаціям самостійно, а фактично — залишено на особистий розсуд. Після президентських виборів «Яблуко» незмінно знаходилося в опозиції до уряду Віктора Черномирдіна і голосувала проти бюджету.
Навесні 1998 року «Яблуко» відмовилося підтримати новий уряд на чолі з Сергієм Кирієнко і голосувало в Думі проти затвердження прем'єра.
19 грудня 1999 «Яблуко» одержало по багатомандатному федеральному округу 3.955.457 голосів (5,93%, 6-е місце) і, відповідно, 16 мандатів за пропорційною системою. По мажоритарних округах пройшли 4 висуванця «Яблука", плюс П. Шелищ, що балотувався як незалежний  (разом: 21 мандат).
На президентських виборах 26 березня 2000 Г. Явлінський одержав 4.351.450 голосів виборців (5,80% - 3-є місце після В. Путіна і Г. Зюганова).
7 грудня 2003 РДП «Яблуко» отримала на виборах до Державної Думи 2.609.823 голоси виборців (4,30%), не подолавши 5-відсотковий бар'єр. У Думу обрали чотири одномандатники від «Яблука».

## Ідеологія
Партія «Яблуко» дотримується соціально-ліберальної ідеології, виступає за соціальну ринкову економіку, рівність стартових можливостей, недоторканність приватної власності, за конкуренцію у політиці та економіці, зміцнення демократичних інститутів, верховенство закону, правова держава, контроль громадян за владою.
У зовнішній політиці «Яблуко» в цілому є прозахідною (переважно проєвропейської) партією.

### Позиція щодо війни в Україні
Партія «Яблуко» не схвалює російське вторгнення в Україну 2022 року, яке вона називає "російсько-українським конфліктом". На даний час "Яблуко" є єдиною законною партією в Росії, яка послідовно засуджує російську військову агресію проти України з 2014 року. Після введення в Росії законів про військову цензуру у березні 2022 року, "Яблуко" стало неспроможним відкрито критикувати війну в Україні. Замість цього, "яблуневі" використовують евфемізми, наприклад "за мир", замість "нет войне".

### Конфлікт з Олексієм Навальним (2021)
Партія "Яблуко" описує себе як радикально антиімперіалістичну та пацифістську. У 2021 році, коли неофіційного лідера російської опозиції Олексія Навального заарештували, засновник "Яблука" Григорій Явлінський опублікував статтю, у якій закликав звільнити Навального, але також критикував його за підтримку військової агресії проти Грузії у 2008 році та за небажання прямо заявляти, що Крим був частиною України. Цю статтю різко розкритикували як конкуренти "Яблука" в опозиції, так і деякі "яблівці", наприклад Лев Шлосберг. Члени команди Навального звинуватили Явлінського в тому, що він працює на Путінську владу. Багато "яблівців" заявляли, що хоча зміст статті відповідає дійсності, Явлінський недоречно нападає на політичного опонента, який не може захистити себе.